# Sara Álvarez
Pour les articles homonymes, voir Álvarez.
Sara Álvarez Menéndez, née le 10 juillet 1975 à Madrid, est une judokate espagnole.

## Palmarès international en judo
| Championnats du monde | Championnats du monde | Championnats du monde |
| Année                 | Médaille              | Catégorie             |
| --------------------- | --------------------- | --------------------- |
| 1997                  | bronze                | –61 kg                |
| 1999                  | bronze                | –63 kg                |
| 2001                  | argent                | –63 kg                |
| Championnats d'Europe |                       |                       |
| Année                 | Médaille              | Catégorie             |
| 1998                  | argent                | –63 kg                |
| 1999                  | bronze                | –63 kg                |
| 2000                  | bronze                | –63 kg                |
| 2003                  | or                    | –63 kg                |
| 2004                  | or                    | –63 kg                |
| Jeux méditerranéens   |                       |                       |
| Année                 | Médaille              | Catégorie             |
| 1997                  | or                    | –61 kg                |
| 2005                  | argent                | –63kg                 |